# Bastide-de-Bousignac
Bastide-de-Bousignac – miejscowość i gmina we Francji, w regionie Oksytania, w departamencie Ariège.
Według danych na rok 1990 gminę zamieszkiwało 311 osób, a gęstość zaludnienia wynosiła 25 osób/km² (wśród 3020 gmin regionu Midi-Pireneje Bastide-de-Bousignac plasuje się na 756. miejscu pod względem liczby ludności, natomiast pod względem powierzchni na miejscu 920.).